# 2617 Jiangxi
2617 Jiangxi (1975 WO1) là một tiểu hành tinh vành đai chính được phát hiện ngày 16 tháng 11 năm 1975 bởi Đài thiên văn Tử Kim Sơn ở Nanking.